# Nuortajauratj (Arjeplogs socken, Lappland)
Nuortajauratj är en sjö i Arjeplogs kommun i Lappland och ingår i Skellefteälvens huvudavrinningsområde. Sjön har en area på 0,101 kvadratkilometer och ligger 499,7 meter över havet.

## Delavrinningsområde
Nuortajauratj ingår i det delavrinningsområde (737830-154248) som SMHI kallar för Mynnar i Grakajåkkå. Medelhöjden är 580 meter över havet och ytan är 7 kvadratkilometer. Det finns inga avrinningsområden uppströms utan avrinningsområdet är högsta punkten. Vattendraget som avvattnar avrinningsområdet har biflödesordning 3, vilket innebär att vattnet flödar genom totalt 3 vattendrag innan det når havet efter 337 kilometer. Avrinningsområdet består mestadels av skog (94 procent). Avrinningsområdet har 0,23 kvadratkilometer vattenytor vilket ger det en sjöprocent på 3,3 procent.